# Feta Ahamada
Feta Ahamada (24 de junio de 1987) es una atleta comorense. Ha competido en los Juegos Olímpicos de Pekín 2008 y en los de Londres 2012.

## Atletismo
Compitió en el Campeonatos Mundial de Atletismo de 2011, Ahamada representó a su país en la ronda preliminar. Quedó segunda en la segunda eliminatoria, con un tiempo de 12,27 segundos, por detrás de la camerunesa Delphine Atangana. En la sexta prueba de los cuartos de final, el 28 de agosto, terminó con un tiempo de 12,22 segundos, en séptimo lugar. Fue 1,1 segundos más lenta que la ganadora de la eliminatoria, la francesa Myriam Soumaré.

### Olimpiadas
Ahamada representó a Comoras en los Juegos Olímpicos de verano de 2008 en Pekín. Compitió en los 100 metros y quedó sexta en su eliminatoria, sin pasar a la segunda ronda. Corrió la distancia en un tiempo de 11,88 segundos, a unos 0,55 segundos de la ganadora, la búlgara Ivet Lalova. Sin embargo, quedó por delante de la gambiana Fatou Tiyana (12,25 segundos) y de la bangladesí Beauty Nazum Nahar (12,52 segundos).
En los Juegos Olímpicos de Londres 2012, ganó su eliminatoria de los 100 metros femeninos con un tiempo de 11,81 segundos. En los cuartos de final, el mismo día, Ahamada fue eliminada tras marcar un tiempo de 11,86 segundos y terminar en séptima posición.